# Cognos
Cognos (TSX: CSN, NASDAQ: COGN) é uma companhia sediada em Ottawa, Ontário, Canadá, fundada em 1969, chegando a empregar diretamente quase 3.500 funcionários e contendo mais de 23.000 clientes em 135 países. A princípio com nome de Quasar Systems Limited, e adotando o nome Cognos em 1982.
Em 31 de janeiro de 2008, a companhia foi oficialmente adquirida pela IBM. O nome Cognos continua sendo utilizado na área de inteligência empresarial (business intelligence) e gestão de desempenho (performance management).
Em Janeiro de 2010, como parte de uma reorganização da ferramenta Cognos a empresa SPSS foi adquirida para criar uma divisão de análise empresarial (Business Analytics)
A empresa mantém boas relações com muitas das outras empresas já fortemente implantadas no mercado, e permite a intercalação do seu software, com o software das empresas Oracle, Microsoft, IBM ou SAP.

## Aquisição pela IBM
Em 2007, após a SAP adquirir a Business Objects e a Oracle adquirir a Hyperion Solutions, a IBM anunciou a compra da Cognos em novembro por $4.9 bilhões de dolares. A Cognos continuou a operar como uma subsidiária (Cognos, uma empresa IBM) até 01 de janeiro de 2009, quando foi incorporada, alterando o nome do software para Cognos Business Intelligence and Financial Performance Management ou Cognos BI and FPM.

## References
1. ↑  Blakely, Rhys (12 de novembro de 2007). «IBM acquires Cognos for $5bn». The Times. London